# Stella Dallas (film 1925)
Stella Dallas è un film drammatico statunitense del 1925, adattato dalla celebre sceneggiatrice hollywoodiana Frances Marion da un libro di Olive Higgins Prouty, un bestseller uscito nel 1923.
Fu il primo film girato negli Stati Uniti dalla giovane Lois Moran cui fu affidato il ruolo di Laurel, la figlia di Stella Dallas. All'epoca del film, Douglas Fairbanks (junior) aveva soltanto 15 anni.
La pellicola ebbe un remake nel 1937 con il film Amore sublime : la regia era di King Vidor con Barbara Stanwyck nel ruolo di Stella Dallas.

## Trama
Stella Dallas è una giovane ragazza di provincia che subisce un forte colpo alla morte del padre. Per risollevarsi dalla sua disperazione sposa, forse troppo in fretta, l'altolocato Stephen, con il quale non ha nulla in comune. Dopo la nascita della figlia, Laurel, i due coniugi si separano e prendono strade diverse. Stephen fa ritorno a New York ma presto Stella si rende conto che sua figlia non avrà mai buone possibilità di crescere in maniera sana se resterà con una madre sola e incapace a badare a lei. A prezzo di un grande sacrificio, Stella deciderà di mandare Laurel a vivere con suo padre e con la sua nuova famiglia e di separarsi per sempre da lei, pur di darle una reale speranza di vita migliore.

## Produzione
Il film fu prodotto dalla Samuel Goldwyn Company

## Distribuzione
Distribuito dall'United Artists, il film venne presentato da Samuel Goldwyn in prima il 16 novembre 1925 all'Apollo Theatre di New York.
Copia del film è conservata in un positivo 16 mm.. La Sunrise Silents lo ha distribuito in DVD il 21 settembre 2005 in una versione di 106 minuti, in un B/N colorato, insieme a Dash Through the Clouds, cortometraggio di 9 minuti, e a un episodio del serial Mystery of the Double Cross.